# Tour de Pologne 1960
17. edycja wyścigu kolarskiego Tour de Pologne odbyła się w dniach 11 – 18 września 1960. Rywalizację rozpoczęło aż 178 kolarzy, a ukończyło 83. Łączna długość wyścigu – 1336 km.
Pierwsze miejsce w klasyfikacji generalnej zajął Roger Diercken (Belgia), drugie Jan Kudra (Polska II), a trzecie Anatolij Olizarienko (ZSRR).
Wyścig miał bardzo liczną obsadę (wystartowało rekordowo aż 178 kolarzy, zaproszono dziewięć zagranicznych ekip). Po raz pierwszy wystartowali kolarze ZSRR i od razu wygrali klasyfikację zespołową (Polacy przegrali po raz pierwszy od początku TdP). W koszulce lidera klasyfikacji indywidualnej, po raz pierwszy w historii, ani jeden etap nie jechał żaden polski kolarz. Sędzią głównym wyścigu był Tadeusz Stawski.

## Etapy
| Etap      | Data        | Start – meta             | Długość (km) | Zwycięzca etapu      | Lider          |
| I etap    | 11 września | Warszawa – Lublin        | 196          | Daniel Andries       | Daniel Andries |
| II etap   | 12 września | Lublin – Stalowa Wola    | 192          | Antas Wiarawas       | Antas Wiarawas |
| III etap  | 13 września | Stalowa Wola – Rzeszów   | 204          | Stanisław Królak     | Antas Wiarawas |
| IV etap   | 14 września | Rzeszów – Nowy Sącz      | 159          | Huub Zilverberg      | Antas Wiarawas |
| V etap    | 15 września | Nowy Sącz – Zakopane     | 102          | Franciszek Surmiński | Roger Diercken |
| VI etap   | 16 września | Zakopane – Bielsko-Biała | 160          | Roger Diercken       | Roger Diercken |
| VII etap  | 17 września | Bielsko-Biała – Opole    | 166          | Franciszek Kosela    | Roger Diercken |
| VIII etap | 18 września | Opole – Kalisz           | 157          | Stanisław Królak     | Roger Diercken |

## Końcowa klasyfikacja generalna

### Klasyfikacja indywidualna
| Poz. | Zawodnik             | Kraj   | Zespół           | Czas (średnia km/h)       |
| ---- | -------------------- | ------ | ---------------- | ------------------------- |
| 1.   | Roger Diercken       | Belgia | Belgia           | 33h 02' 09" (40,440 km/h) |
| 2.   | Jan Kudra            | Polska | Polska II        | +06' 10"                  |
| 3.   | Anatolij Olizarienko | ZSRR   | ZSRR             | +06' 37"                  |
| 4.   | Stanisław Królak     | Polska | Polska I         | +07' 30"                  |
| 5.   | Kazimierz Gazda      | Polska | Start Bielsko    | +07' 35"                  |
| 6.   | Antas Wiarawas       | ZSRR   | ZSRR             | +08' 07"                  |
| 7.   | Franciszek Surmiński | Polska | RG LZS           | +08' 52"                  |
| 8.   | Bogusław Fornalczyk  | Polska | Polska I         | +10' 23"                  |
| 9.   | Frans Geeraerts      | Belgia | Belgia           | +11' 30"                  |
| 10.  | Zygmunt Kaczmarczyk  | Polska | Gwardia Katowice | +11' 45"                  |

### Klasyfikacja drużynowa
| 1. | ZSRR      | 99h 24' 02" |
| 2. | Polska I  | +00' 36"    |
| 3. | Polska II | +08' 48"    |
| 4. | NRD       | +21' 29"    |
| 5. | Dania     | +1h 19' 21" |

### Klasyfikacja federacji
| 1. | RG LZS  | 99h 28' 52" |
| 2. | Gwardia | +11' 15"    |
| 3. | Start   | +20' 16"    |
| 4. | Legia   | +24' 17"    |